# Brniště
Brniště (deutsch Brims) ist eine Gemeinde des Okres Česká Lípa in der Region Liberec im Norden der Tschechischen Republik am Südhang des Lausitzer Gebirges. Sie liegt etwa 13 Kilometer nordöstlich von Česká Lípa (Böhmisch Leipa) und wird vom 591 m hohen Berg Tlustec (Tölzberg) überragt.

## Geschichte
Die Siedlung wurde 1352 erstmals erwähnt. Am Ende des 18. Jahrhunderts wurde eine Steinbrücke über den Panenský potok (Jungfernbach) errichtet. Im nördlichen Teil des Ortes befindet sich eine geschützte Linde mit einem Stammumfang von sechs Metern.

## Gemeindegliederung
Die Gemeinde Brniště besteht aus den Ortsteilen Brniště (Brims), Hlemýždí (Schneckendorf), Jáchymov (Joachimsdorf), Luhov (Luh), Nový Luhov (Neuluh) und Velký Grunov (Groß Grünau).
Das Gemeindegebiet gliedert sich in die Katastralbezirke Brniště, Hlemýždí, Luhov u Mimoně und Velký Grunov.

## Skulpturen in Felsen
(Quelle: )

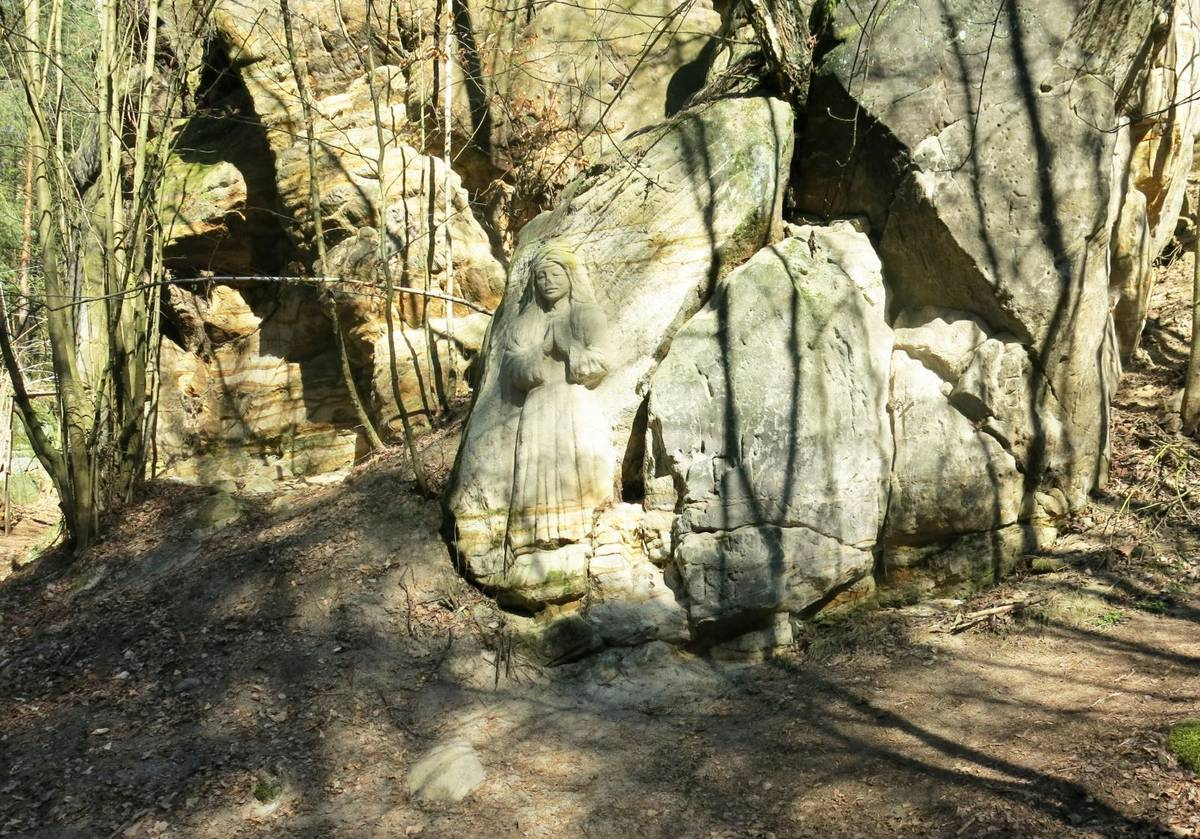
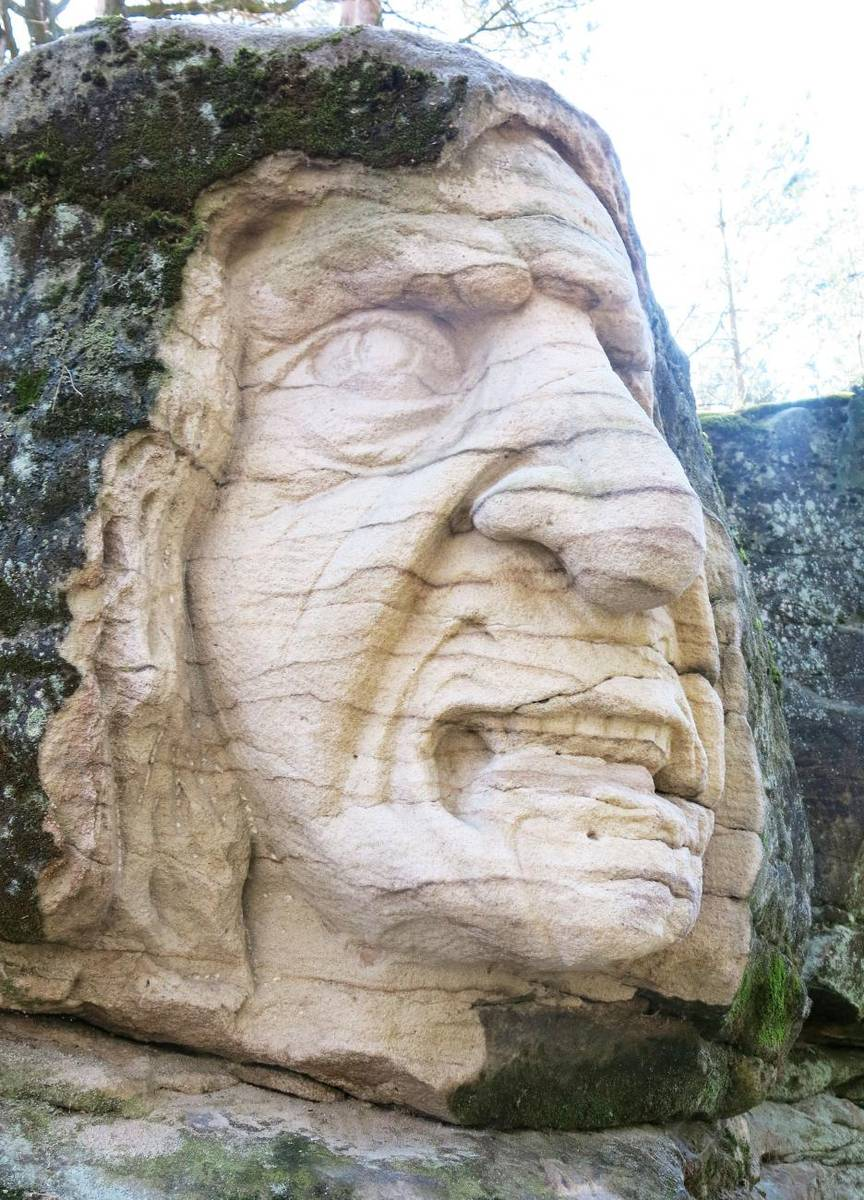
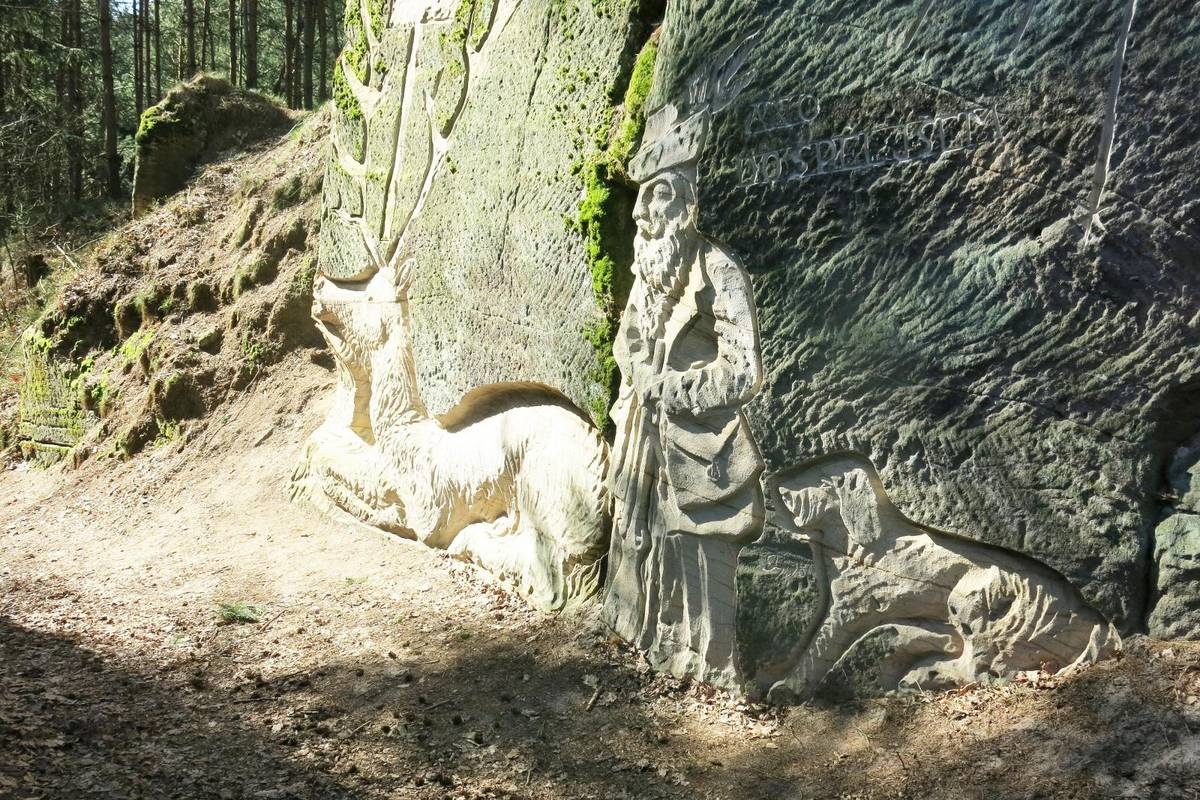
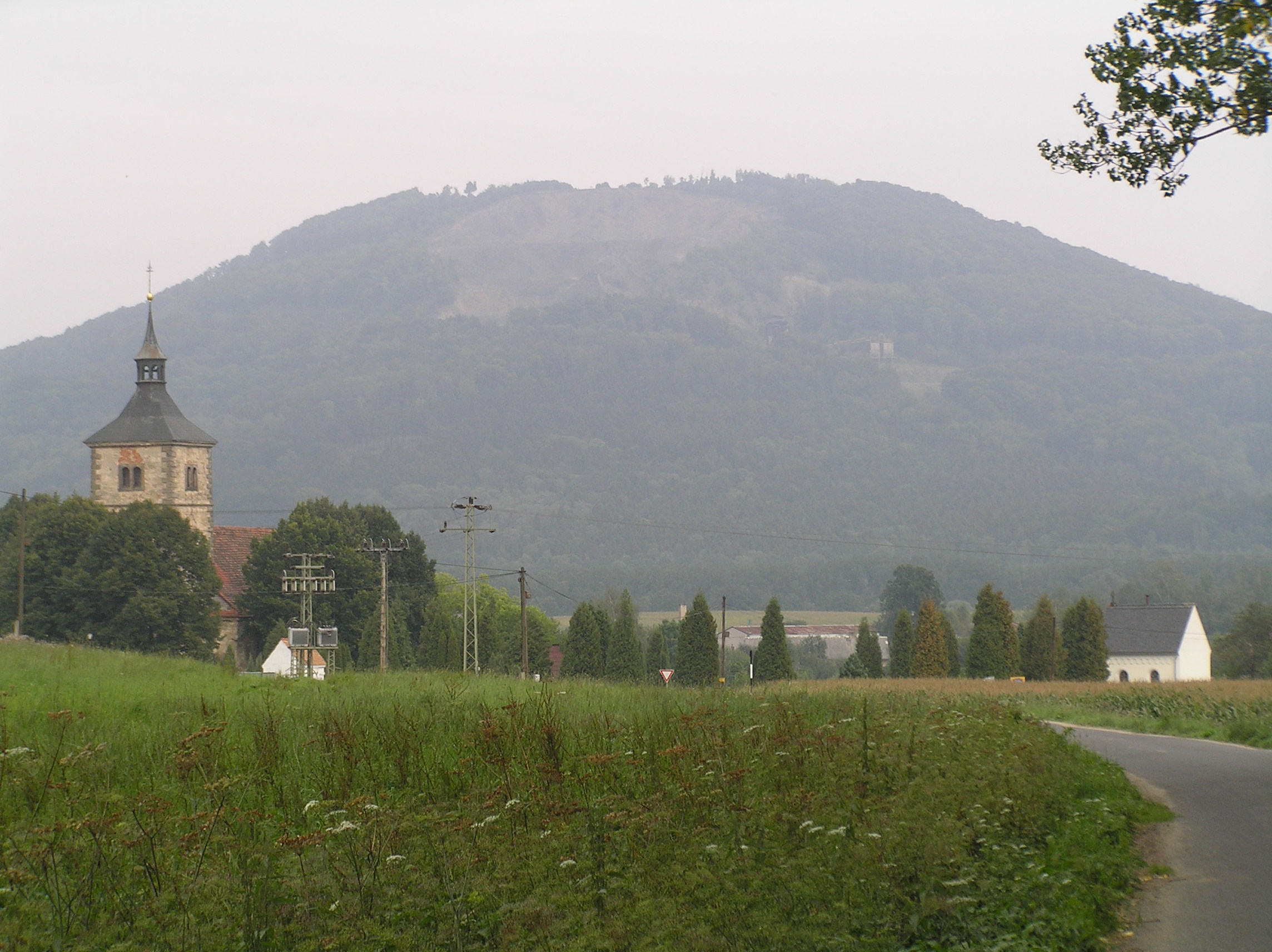
Brims mit Blick auf Tölzberg